# الأنهوم (فرع العدين)

تعديل مصدري - تعديل

الأنهوم هي إحدى قرى عزلة بني يوسف بمديرية فرع العدين التابعة لمحافظة إب، بلغ تعداد سكانها 161 نسمة حسب تعداد اليمن لعام 2004.